# Microsoft Office 2003
Microsoft Office 2003 (познат као Office 11) је канцеларијски пакет који је развио и дистрибуира Microsoft за свој Виндовс оперативни систем. Пуштен је у производњу 19. августа 2003., а касније је пуштен у продају 21. октобра исте године.
Нове карактеристике укључују управљање правима на информације; нове функције сарадње; побољшана подршка за SharePoint, smart tag, XML и др. Office 2003 уводи два нова програма: InfoPath, програм за пројектовање, попуњавање и достављање електронских структурираних образаца и OneNote, програм за прављење белешки за креирање и организовање дијаграма, графика, ручно писаних белешки, снимљеног звука и текста.
Са издавањем Office 2003, Microsoft је ребрендирао Office пакет продуктивности у интегрисани систем намењен информатичким радницима. Као резултат тога, Microsoft је именима свих програма додао бренд "Office". Office лого је такође ажуриран, елиминишући мотив слагалице који се користи од Office 95.Office 2003 је последња верзија која укључује традиционалну траку менија и интерфејс траке са алаткама у свим програмима, а такође и последња верзија која укључује формат датотеке „97 - 2003“ као подразумевани формат датотеке.

## Нове функције
Основне апликације, Word, Excel, PowerPoint и Access, имале су само мања побољшања. Outlook 2003 је добио побољшану функционалност у многим областима, укључујући боље дељење е-поште и календара и приказ информација, комплетну подршку за Unicode, фасцикле за претрагу, обојене заставице, Керберос аутентификацију, RPC преко HTTP-а и кеширани режим размене. Још једна кључна предност Outlook 2003 била је побољшани филтер за нежељену пошту. Подршка за таблет и оловку је уведена у апликације за продуктивност. Word 2003 увео је приказ изгледа читања, поређење докумената, боље праћење промена и белешке/преглед, окно задатака истраживања, гласовне коментаре и формате засноване на XML-у. На Excel 2003 су уведене команде листе, неке статистичке функције, извоз XML података и функције трансформације/прилагођавања документа.
Office 2003 је била последња верзија Office-а која је укључивала потпуно прилагодљиве траке са алаткама и меније за све своје апликације, Office Assistant-а, Office веб компоненте и чаробњак за чување мојих поставки, који омогућило корисницима да одаберу да ли ће задржати локално кеширану копију изворних датотека за инсталацију и неколико алата услужних ресурса. Укључен је нови организатор слика са основним функцијама за уређивање, назван Microsoft Office Picture Manager.

## Верзије
Microsoft је издао пет различитих верзија Office 2003: Basic, Student and Teacher, Standard, Small Business и Professional. Малопродајна издања су била доступна у пуној или надограђеној верзији. Basic издање је било доступно само произвођачима оригиналне опреме. Student and Teacher верзија је била намењена само за некомерцијалну употребу. Све Office 2003 апликације су биле доступне за куповину као самостални производи.
| Апликација      | Basic | Student and Teacher | Standard | Small Business                   | Professional                                              |
| --------------- | ----- | ------------------- | -------- | -------------------------------- | --------------------------------------------------------- |
| Word 2003       | Да    | Да                  | Да       | Да                               | Да                                                        |
| Excel 2003      | Да    | Да                  | Да       | Да                               | Да                                                        |
| Outlook 2003    | Да    | Да                  | Да       | Да with Business Contact Manager | Да with Business Contact Manager                          |
| PowerPoint 2003 | Не    | Да                  | Да       | Да                               | Да                                                        |
| Visio 2003      | Не    | Не                  | Не       | Не                               | Не                                                        |
| Project 2003    | Не    | Не                  | Не       | Не                               | Не                                                        |
| Publisher 2003  | Не    | Не                  | Не       | Да                               | Да                                                        |
| Access 2003     | Не    | Не                  | Не       | Не                               | Да                                                        |
| FrontPage 2003  | Не    | Не                  | Не       | Не                               | Не                                                        |
| OneNote 2003    | Не    | Не                  | Не       | Не                               | Не                                                        |
| InfoPath 2003   | Не    | Не                  | Не       | Не                               | Да Volume licensed "Professional Enterprise" edition only |